# 고자라니
고자라니는 2010년 등장한 대한민국의 신조 유행어로, 야인시대에서 나오는 등장인물 심영(김영인)을 소재로 한 인터넷 패러디이다. SBS  드라마 야인시대 64회에 방영된 배우 심영의 대사가 익명의 네티즌에 의해 편집되면서 유행어로 확산되었다.

## 개요
SBS 대하드라마 야인시대 64회에서는 좌익 배우 심영이 박헌영의 명으로 중앙극장에서 황철, 문예봉 등과 함께 사회주의 선전극 《님》(극작가 임선규 대본)을 공연하던 중 김두한의 별동대가 조선청년전위대원들의 눈을 피해 잠입한 것을 알고 도망치다가 상하이 조가 쏜 총에 맞았지만, 극적으로 평소 애용하던 택시를 타고 도망쳐 병원에 입원해 목숨을 건졌다. 하지만 병원에서 자신을 치료한 백인제에게 성불구자가 되었다는 얘기를 듣고 "고자라니, 내가 고자라니!"하면서 절규한다는 내용이 등장한다. 잘 보면, 소리와 입모양이 맞지 않는데, 이 장면은 여러변 찍고난다음에 가장 잘 표현된 장면과 소리를 넣었기 때문이다.
심영: 뭐라고? 전화가 없다고? 아니 그 보다도 전에 뭐라고 했나? 날 보고 성불구자가 된다고? 고자가 됐다, 그 말인가? 고자라니! 아니, 내가 고자라니! 이게 무슨 소리야?! 에이, 고자라니! 내가, 내가 고자라니! 내가... 아아악악. 
 안 돼... 안 돼! 내가 고자라니! 말도 안 돼! 김두한 이놈. 이건 말도 안 돼! 말도 안 된다고, 허허허허허허! 말도 안 돼...
— SBS 대하드라마 야인시대 64회에 등장한 대사

2006년 9월 22일에 그 장면에서 나온 대사인 "내가 고자라니"를 언급한 45초짜리 동영상이 판도라TV에 올려진 것을 계기로 네티즌들로부터 확산되기 시작했는데 디시인사이드 합성 필수요소 갤러리에서는 "요들송-고자라니"와 "세상에 이런일이-고자 아저씨"를 비롯해서 "고자 시리즈"와 "고자 군단", "20세기 고자", "고자브레이커", "무지개빛 사회주의", "곶들송", "고자 오브 나이츠", "고자메리카노" "명탐정 고자" "심영의 퍼펙트 공산당교실"등 각종 인터넷 패러디물이 제작되었으며, 심지어 "심영의모험"이란 인디게임이 만들어지기도 했다. MBC 프로그램 일요일 일요일 밤에의 코너 뜨거운 형제들에서는 "내가 고자라니"를 패러디한 "내가 여자라니"가 등장하기도 했다. 2008년 디시인사이드가 "2008년 올해 최고의 유행어는?"이라는 주제로 실시한 설문조사에서 MBC 드라마 베토벤 바이러스에 등장하는 강마에의 대사인 "똥덩어리"에 이어 2위를 차지했다.
또한 2013년에는 푸른 거탑에도 패러디가 되었는데 준장 진급에 실패한 심대령이 전역을 한달 남겨두고 총기 오발사고로 인하여 성기에 총상을 당한 뒤 국군수도병원에 후송된 이후의 장면으로 "내가 말년에 고자라니"로 패러디 되었다. 배우는 야인시대에서 심영역을 담당한 김영인이 그대로 심대령역을 맡았다.
이 후에는 2013년 10월 5일 SNL 코리아에서도 패러디되기도 했다.

## 같이 보기
- 강승원 : 의사양반 役
- 김영인 : 심영 役
- 김영철 : 김두한 役
- 디시인사이드
- 심영
- 조상기 : 상하이 조 役
- 고자
- 야인시대